# Abou Sofiane Balegh
Abou Sofiane Balegh (sinh ngày 22 tháng 3 năm 1987) là một cầu thủ bóng đá người Algérie thi đấu cho MC Alger ở Giải bóng đá hạng nhất quốc gia Algérie.